# L'urlo del silenzio
L'urlo del silenzio (The Heart Is a Lonely Hunter) è un film del 1968 diretto da Robert Ellis Miller. È ispirato al romanzo Il cuore è un cacciatore solitario  di Carson McCullers (1940).

## Trama
Per poter essere vicino all'amico minorato ricoverato in una casa di cura, il giovane John Singer, sordomuto, abbandona il lavoro e si trasferisce in un'altra città, affittando una stanza nella casa di due coniugi in difficoltà finanziarie. La figlia adolescente di costoro, Mick, è inizialmente ostile al nuovo inquilino, essendo stata costretta a cedergli la propria camera; ma John riesce, con la sua gentilezza, a conquistarne l'affettuosa amicizia.

## Riconoscimenti
- 1969 - Premio Oscar
  - Candidatura Miglior attore a Alan Arkin
  - Candidatura Miglior attrice non protagonista a Sondra Locke
- Kansas City Film Critics Circle Awards 1969: miglior attore (Alan Arkin)